# Tadeusz Linkner
Tadeusz Józef Linkner (ur. 29 stycznia 1949 w Chojnicach) – polski historyk literatury, publicysta i działacz społeczny, profesor zwyczajny nauk humanistycznych, doktor habilitowany literaturoznawstwa.

## Życiorys
Ukończył szkołę podstawową w Odrach (pow. chojnicki) w 1962 roku, następnie Liceum Pedagogiczne w Kościerzynie w 1967 roku. W latach 1967–1969 odbył naukę w dziennym Studium Nauczycielskim w Bydgoszczy, w latach 1970-1974 studia z zakresu filologii polskiej na Uniwersytecie Gdańskim. W 1982 obronił z wyróżnieniem doktorat „Dramaty bałtyckie Tadeusza Micińskiego”, w 1993 habilitował się z „Mitologii słowiańskiej w literaturze Młodej Polski”, w 1996 został profesorem UG, w 2004 profesorem tytularnym, zaś w 2007 profesorem zwyczajnym.
W latach 1969–1973 był nauczycielem w szkołach podstawowych w Będźmierowicach (pow. chojnicki) i Tropiszewie (pow. malborski), w latach 1973-1983 nauczycielem w szkołach średnich w Kościerzynie i Ozorkowie (pow. Łęczyca). Od 1983 roku jest zatrudniony na Uniwersytecie Gdańskim.
Zajmuje się literaturą Młodej Polski, mitologią słowiańską w literaturze, krytyką literacką, edytorstwem oraz tematyką regionalną: Kaszub, Kociewia i Ziemi Borowiackiej. Prezentował swoje badania na kilkudziesięciu sesjach naukowych w Polsce oraz w Bremie, Lubece, Toronto i Ottawie. Wypromował ponad 300 magistrów i kilku doktorów. Zrecenzował ponad 10 doktoratów i habilitacji.
Działał w Instytucie Kaszubskim w Gdańsku, Polskim Towarzystwie Nautologicznym w Gdyni i Towarzystwie Literackim im. Adama Mickiewicza przy UG. Współtworzył Kościerską Fundację Kultury i Nauki, zasiada w Radzie Naukowej rocznika „Teki Gdańskie”, z jego inicjatywy powstało w 1990 roku pismo społeczno-kulturalne „Gryf Kościerski” (był jego redaktorem naczelnym przez 3 lata), jego pomysłem są także Kościerskie Targi Książki Kaszubskiej i Pomorskiej (organizowane corocznie od 2000 roku), kilkanaście lat był członkiem jury Konkursu Literackiego im. Jana Drzeżdżona (organizowanego przez Muzeum Piśmiennictwa i Muzyki Kaszubsko-Pomorskiej w Wejherowie). Był radnym miasta Kościerzyna w pierwszej kadencji (1990-95) i dwie kadencje radnym powiatu kościerskiego. Jest opiekunem Koła Naukowego Doktorantów „Epicus Furor”, działającego na UG od 2009 roku. 
We wrześniu 2015 roku Rada Miasta Kościerzyny podjęła uchwałę w sprawie nadania prof. Tadeuszowi Linknerowi tytułu Honorowego Obywatela Miasta Kościerzyny.
Za swojego nauczyciela i mistrza uważa doktora Jana Panasewicza z Bydgoszczy.

## Nagrody i odznaczenia
Nagroda Funduszu Literatury Polskiej (1998 rok);
Złoty Krzyż Zasługi (1998);
Nagroda Rektora Uniwersytetu Gdańskiego (pięciokrotnie);
Medal Komisji Edukacji Narodowej (2004), Medal Stolema (2005)

## Publikacje
Jest autorem kilkunastu książek i współautorem blisko 20, opublikował blisko 400 artykułów naukowych i wiele publicystycznych; z opracowań naukowych warto wymienić:
- Z mare tenebrarum na słoneczny Hel. W kręgu myśli bałtycko-pomorskiej Tadeusza Micińskiego (1987)
- Mitologia słowiańska w literaturze Młodej Polski (1991)
- Heroiczna biografia Remusa. W zwierciadle mitu i kaszubskich wierzeń (1996)
- Słowiańskie bogi i demony. Z rękopisu Bronisława Trentowskiego (1998)
- W misji słowa. Twardowski – Pasierb – Damroc – św. Wojciech (1998)
- „Miłość jest światłem moich wierszy”. O poezji Małgorzaty Hillar (2000)
- Zanim skończyło się maskaradą. Ze studiów nad twórczością Tadeusza Micińskiego (2003)
- W unii słowa. Heyke – Damrot – Karwatowa – Majkowski – Wyszyński (2004)